# Aleksandr Pankratov
Aleksandr Andreevič Pankratov (in russo Алекса́ндр Андре́евич Панкра́тов?; Charkiv, 4 settembre 1946 – Mosca, 15 novembre 2024) è stato un regista sovietico.

## Filmografia parziale

### Regista
- Portret ženy chudožnika (1981)
- Prodelki v starinnom duche (1986)
- Proščaj, špana zamoskvoreckaja... (1987)